# Зигмунт Барановський
Зигмунт Барановський (пол. Zygmunt Baranowski; 1933, Сосновець — 1985, Варшава) — польський офіцер держбезпеки, полковник, керівник Щецинського (1975—1980) та Катовицького (1980—1984) воєводських управлінь Служби безпеки МВС ПНР. Один з організаторів військового придушення страйку на шахті «Вуєк» 16 грудня 1981 року. У 1984—1985 роках — начальник IV департаменту МВС. Член Польської об'єднаної робітничої партії. Помер за неясних обставин.

## Служба у Гданську та Щецині
Народився у робітничій сім'ї. У 1950 роках закінчив кадетський корпус у Варшаві. У 1954—1955 роках прослухав у Гданську курси Офіцерської школи Міністерства громадської безпеки. У липні 1955 року вступив на службу до Гданського управління Комітету громадської безпеки. З квітня 1956 року — офіцер Гданського управління Служби безпеки МВС ПНР (СБ). Перебував в урядущій компартії ПОРП.
Служив у відділі оперативної техніки, потім за власним бажанням перевівся у контррозвідку. Був оперативником, інспектором, начальником опергрупи. У 1973—1975 роках — начальник відділу у званні майора. У 1975 році у званні підполковника переведено до Щецина на посаду заступника воєводського коменданта громадянської міліції (в аналогічній посаді був полковник Ярослав Верніковський).

## Начальник СБ у Катовицях
4 березня 1980 року Зигмунта Барановського у званні полковника призначено першим заступником коменданта громадянської міліції — начальником управління СБ Катовицького воєводства. Воєводським комендантом був полковник Єжи Груба.
За кілька місяців Польщу охопила хвиля страйків, що призвела до створення Солідарності. Головним завданням СБ стала нейтралізація та придушення незалежної профспілки. Регіональне керівництво Катовиць очолював перший секретар воєводського комітету ПОРП Анджей Жабинський. Він представляв угруповання «партійного бетону», яке виступало за монопольну владу ПОРП і жорстку силову політику, аж до радянської інтервенції. Барановський прийняв виконання вказівки Жабинського, мета яких зводилася до ліквідації «Солідарності».
Головним об'єктом спецоперацій став Катовицький профцентр та його голова Анджей Розплоховський, активний і радикальний антикомуніст. Проводились стеження, відбувалися провокації, поширювався наклеп. Було сформовано Катовицький партійний форум (KFP) сталініста Всеволода Волчева — через нього озвучувалися крайні установки «бетону». Інспірувалися розколи в «Солідарності», провокувалися конфлікти між профцентром Розплоховського, створеним на базі металургійного комбінату Хута Катовиці, та Сілезько-Домбровською шахтарською організацією. Негласна, а іноді відкрита підтримка надавалася Сілезько-Домбровському голові Ярославу Сенкевичу, орієнтованому на співпрацю з ПОРП.
Після відставки Сенкевича на початку 1981 року шахтарський рух зблизився з Катовицьким профцентром, набув такого ж активного та радикального характеру. Однак обидві організації були інфільтровані агентурою й інформаторами СБ. Це позначилося у середині 1981 року, коли вдалося заблокувати переобрання Розплоховського у голови. Проте загальна тенденція до радикалізації зберігалася та посилювалася. Зі свого боку, СБ застосовувала відверто позаправові методи — напади «невідомих осіб», побиття профспілкових активістів (травень 1981 року). Цими діями опікувався підлеглий Баранівському майор Едмунд Перек, начальник 4 відділу управління (боротьба з католицькою церквою). Перек та його агенти підозрювалися й у розпорошенні отруйних речовин на шахти «Сосновець», де діяла активна організація «Солідарності» на чолі з Войцехом Фігелем (до шістдесяти людей потрапили до лікарень). Проте, за версією полковника Груби, цю атаку влаштували активісти KFP.
13 грудня 1981 року у Польщі введено воєнний стан. Полковник Барановський перебував у Воєводському комітеті оборони — органі надзвичайного управління на чолі з полковником Грубою. Саме в Катовицькому воєводстві відбулося найбільше одноразове кровопролиття цього періоду — Упокорення шахти «Вуєк». Барановський був одним із керівників силового придушення страйку. Цю роль Барановського відзначали згодом на судових процесах звинувачені зомівці. Барановський брав участь також у керівництві військово-міліційної окупації металургійного комбінату Хута Катовиці. Надалі він займався виявленням активістів підпілля та «операцією „Клон“» — профілактування опозиціонерів, тиском на прихильників «Солідарності» через співбесіди в СБ.

## Переведення та смерть
19 жовтня 1984 року капелана «Солідарності» ксьондза Єжи Попелушко убили. Заарештованими вбивцями виявилися офіцерами СБ із спецгрупи «D» IV (антикатолічного) департаменту МВС — капітан Пйотровський, поручник Хмелевський, поручник Пенкала та їхній безпосередній начальник полковник Петрушка.
Голова партії та держави генерал Ярузельський та його найближчий сподвижник голова МВС генерал Кіщак скористалися цим злочином для усунення своїх супротивників із числа «партійного бетону» у керівництві ПОРП й СБ. Зокрема, було знято з посад начальник СБ генерал Цястонь і начальник IV департаменту генерал Платек. На місце Платека 15 листопада 1984 року отримав призначення полковник Барановський.
Проте на керівництві IV департаментом Зигмунт Барановський пробув лише кілька місяців. Обставини його смерті навесні 1985 року залишилися неясними, не вказано навіть точної дати. 51-річного Барановського знайшли мертвим у себе в кабінеті, причиною смерті названо інфаркт. На посаді його змінив полковник Тадеуш Щигель. Дивна смерть 51-річного Барановського, раніше не схильного до серцевих захворювань, іноді розглядається як наслідок чищення апарату, що проводиться генералом Кіщаком.